# Читай по губах
«Читай по губах» (фр. Sur mes lèvres) — французька кримінальна драма 2001 року, поставлена Жаком Одіаром. Головні ролі виконали Венсан Кассель та Еммануель Дево. Фільм було номіновано на премію «Сезар» у 9-ти категоріях, у чотирьох з яких він отримав перемогу .

## Сюжет
35-річна Карла Бем (Еммануель Дево) працює секретаркою в одній з контор, що займається нерухомістю в Парижі. Вона глуха, але за допомогою слухового апарату може чути нормально і вміє читати по губах. Одного разу Карла звертається в агентство з проханням знайти їй помічника. Їй присилають 25-річного хлопця на ім'я Поль (Венсан Кассель), у якого за плечима темне кримінальне минуле. Карла за короткий час встигає прив'язатися до Поля, хоча той і не справляється зі своїми обов'язками. 
Незабаром з'ясовується, що Поль заборгував чималу суму грошей власнику одного нічного клубу, пов'язаного з криміналом, тому йому доводиться піти від Карли і почати працювати в клубі. Але Поль замислив пограбувати власника клубу і втекти, а Карла з її вмінням читати по губах потрібна йому як помічниця.

## У ролях
| Актор(ка)      |   | Роль        |
| -------------- | - | ----------- |
| Венсан Кассель | • | Поль        |
| Еммануель Дево | • | Карла       |
| Олів'є Гурме   | • | Маршан      |
| Олів'є Пер'є   | • | Массон      |
| Олівія Бонамі  | • | Анні        |
| Бернар Алан    | • | Морель      |
| П'єр Діо       | • | Келлер      |
| Франсуа Лорік  | • | Жан-Франсуа |
| Серж Бутлерофф | • | Мамонт      |
|                | • | та інші     |

## Нагороди та номінації
| Рік                                               | Категорія                                       | Номінант                                         | Результат |
| ------------------------------------------------- | ----------------------------------------------- | ------------------------------------------------ | --------- |
| Європейська кіноакадемія                          |                                                 |                                                  |           |
| 2002                                              | Приз глядацьких симпатій                        | Венсан Кассель                                   | Номінація |
| 2002                                              | Приз глядацьких симпатій                        | Еммануель Дево                                   | Номінація |
| 2002                                              | Найкраща акторка                                | Еммануель Дево                                   | Перемога  |
| 2002                                              | Найкращий сценарист                             | Жак Одіар, Тоніно Бенаквіста                     | Перемога  |
| Премія «Сезар»                                    |                                                 |                                                  |           |
| 2002                                              | Найкращий фільм                                 | Читай по губах                                   | Номінація |
| 2002                                              | Найкращий режисер                               | Жак Одіар                                        | Перемога  |
| 2002                                              | Найкращий актор                                 | Венсан Кассель                                   | Номінація |
| 2002                                              | Найкраща акторка                                | Еммануель Дево                                   | Перемога  |
| 2002                                              | Найкращий оригінальний або адаптований сценарій | Жак Одіар, Тоніно Бенаквіста                     | Перемога  |
| 2002                                              | Найкраща операторська робота                    | Матьє Вадеп'є                                    | Номінація |
| 2002                                              | Найкраща музика до фільму                       | Александр Деспла                                 | Номінація |
| 2002                                              | Найкраще звукове оформлення                     | Сиріл Гольц, Паскаль Віллар, Марк-Антоні Бельден | Перемога  |
| 2002                                              | Найкращий монтаж                                | Джульєт Велфлінг                                 | Номінація |
| Міжнародний кінофестиваль у Ньюпорті (Род-Айленд) |                                                 |                                                  |           |
| 2002                                              | Найкраща акторка                                | Еммануель Дево                                   | Номінація |
| 2002                                              | Найкращий режисер                               | Жак Одіар                                        | Номінація |